# White City (Metropolitano de Londres)
White City é uma estação do Metropolitano de Londres em Wood Lane em White City, oeste de Londres, Inglaterra, na Central line entre as estações Shepherds Bush e East Acton na Zona 2 do Travelcard. A estação está em um corte profundo de lado de tijolo – e é projetada de forma semelhante à Estação Harrow-on-the-Hill.

## História
A estação foi inaugurada em 23 de novembro de 1947, substituindo a Estação Wood Lane anterior. Sua construção começou depois de 1938 e estava prevista para ser concluída em 1940, mas a Segunda Guerra Mundial atrasou sua abertura por mais sete anos. O projeto arquitetônico da estação ganhou um prêmio no Festival da Britânia e uma placa comemorativa que registra isso está anexada ao prédio à esquerda da entrada principal.

## A estação hoje
Uma característica interessante da estação é que a linha adota a passagem à direita através da estação em vez da convencional passagem à esquerda. Esta é uma consequência histórica da inversão dos trilhos nos túneis do circuito anti-horário construído para a estação Wood Lane agora em desuso, situada a uma curta distância ao sul de White City, que foi inaugurada em 1908 como a então estação ocidental terminal da Central London Railway. As duas faixas retornam à sua orientação normal à esquerda por um sobrevoo de superfície aproximadamente a meio caminho entre as estações White City e East Acton.
O layout de corrida da estação tem três trilhos, com o trilho central com plataformas em cada lado, o que significa que pode lidar com trens que circulam em qualquer direção. Um desvio entre as linhas ao norte da estação permite que os trens do centro de Londres sejam revertidos e voltem para o leste. Os trens que estão fora de serviço podem retornar ao pátio de White City subterrâneo ao sul da estação, por meio de desvios entre as linhas em execução.
A próxima estação Wood Lane nas linhas Circle e Hammersmith & City oferece um intercâmbio entre as linhas.
Esta estação também fica em frente ao BBC Television Centre e fica a uma curta distância da Loftus Road, casa do Queens Park Rangers F.C. e do Westfield London.
A estação recebeu um certificado de mérito no National Railway Heritage Awards 2009, categoria London Regional, pela modernização (concluída em 2008) que teve o cuidado de manter o patrimônio e as características arquitetônicas.

## Estação com o mesmo nome
Uma estação anterior de Wood Lane na linha Metropolitan estava localizada a uma curta distância ao sul e também era conhecida como White City de 23 de novembro de 1947 até seu fechamento em 1959.

## Conexões
As linhas de ônibus de Londres 72, 95, 220, 228, 272 e 283 atendem diretamente a estação. O terminal de ônibus de White City fica a poucos minutos a pé ao sul da estação.